# Jazz – Die Zeitschrift, die es trotzdem gibt
Jazz – Die Zeitschrift, die es trotzdem gibt war eine Schweizer Zeitschrift für Jazzmusik, die Mitte der 1980er Jahre erschien.
Die Zeitschrift Jazz – Die Zeitschrift, die es trotzdem gibt wurde in den 1980er Jahren von Onorio Mansutti und Hans-Peter Fahrni herausgegeben; Redaktion und Layout hatten Jeff Sommer und Onorio Mansutti. Die Zeitschrift erschien von 1982 bis 1985 im Basler Werbag-Verlag AG. Jedes Heft hatte einen Umfang von ca. 60 Seiten. Aufgrund der hohen Kosten, welche durch den Verkauf kaum gedeckt werden konnten sowie des enormen persönlichen Aufwandes für die beiden Herausgeber, wurde die Produktion Ende 1985 schliesslich eingestellt.
Das Layout war bemerkenswert: Die einzelnen Ausgaben wurden im Grossformat von ca. 41 cm × 28 cm ausgefertigt. Die Fotos und Texte waren fast ausschliesslich bichrom - in der Regel schwarz auf weiss. Die Covergestaltung dagegen bei einzelnen Ausgaben mehrfarbig. Es gab pro Ausgabe zwei verschiedene Versionen: Eine für den Verkauf an Kiosken und Trafiken. Diese Verkaufsexemplare wurden aufgrund des vergleichsweise riesigen Ausmasses in der Mitte gefaltet ausgelegt und bestanden aus einem zeitungsähnlicheren Papier. Die Covergestaltung wich dabei farblich von den Abo-Exemplaren verschiedentlich ab. Die Abo-Exemplare wurden ungefaltet versendet und hatten ein anderes, auch etwas dickeres Papier.
Die Zeitschrift erschien bis zu sechs Nummern jährlich; die Texte waren in Deutsch und Englisch. Das Heft 1/83 beschäftigte sich mit Anthony Braxton, Max Gordon, Hans Reichel, Brion Gysin, Cecil Taylor, Keith Jarrett und Christy Doran; das Heft 5/83 war den Woman in Jazz wie Carla Bley, Beryl Bryden, Diamanda Galás, Abbey Lincoln und Jeanne Lee gewidmet. Heft 1/84 beschäftigte sich u. a. mit dem Jazz made in Japan. 1985 erschien ein Miles Davis Special-Heft. Autoren waren u. a. 1986 Guido Bachmann, Bert Noglik, Karl Lippegaus, Peter Niklas Wilson und Howard Mandel.
Heute bleibt diese Zeitschrift trotz ihrer relativen Kurzlebigkeit aufgrund des einzigartigen Formates, welches auch die Wiedergabe von Fotos in ansehnlicher Grösse zuliess, vor allem bei Sammlern immer noch beliebt.
(unvollständige?, siehe hierzu: jazzorama.ch) Aufzählung der einzelnen Ausgaben (in Klammern Spezifizierung zur Umschlagsvorderseite):
- Nullnummer 1982 (Foto mit Arthur Blythe)
- Nr. 1'82 (10 Jahre George Gruntz Concert-Jazz-Band mit einem Foto von George Gruntz)
- Nr. 2'82 (Foto mit Dave Holland, Willisau 1982)
- Nr. 1'83 (Foto mit Anthony Braxton)
- Nr. 2'83 (Foto mit Franco Ambrosetti)
- Nr. 3'83 (Foto mit Louis Armstrong)
- Nr. 4'83 (Willisau-Plakat von Niklaus Troxler)
- Nr. 5'83 (Foto mit Valaida Snow)
- Nr. 1'84 (Foto mit Dizzy Gillespie)
- Nr. 2'84 (Foto mit Cecil Taylor)
- Nr. 3'84 (Foto mit Charles Lloyd und Michel Petrucciani, Montreux 1982)
- Nr. 4'84 (Foto mit Duke Ellington)
- Nr. 5'84 (Foto mit Jimmy Woode)
- Nr. 6'84 (Foto mit Jusef Lateef)
- Nr. 1'85 (Foto mit Kirk Lightsey)
- Nr. 2'85 (Foto mit Abdullah Ibrahim)
- Nr. 3'85 (Zeichnung für "Jazz in Japan")
- Nr. 4'85 (Portraifotos mit Kirk Lightsey, Lance Hayward, Bern Nix, Peck Morrison, Virgil Jones, John Handy, Pete Fountain, Eddie "Cleanhead" Vinson, Johnny Coles sowie Peter Kowald)
- Nr. 5'85 (Miles Davis Special mit einem Foto von Miles Davis)
- Nr. 6'85 (Foto mit Louis Hayes)
Im Editorial der Ausgabe Nr. 6'85 wird erwähnt, dass über 20 Nummern JAZZ produziert worden seien.